# Дюсак
Дюса́к (фр. Dussac) — коммуна во Франции, находится в регионе Аквитания. Департамент — Дордонь. Входит в состав кантона Иль-Лу-Овезер. Округ коммуны — Нонтрон.
Код INSEE коммуны — 24158.

## География

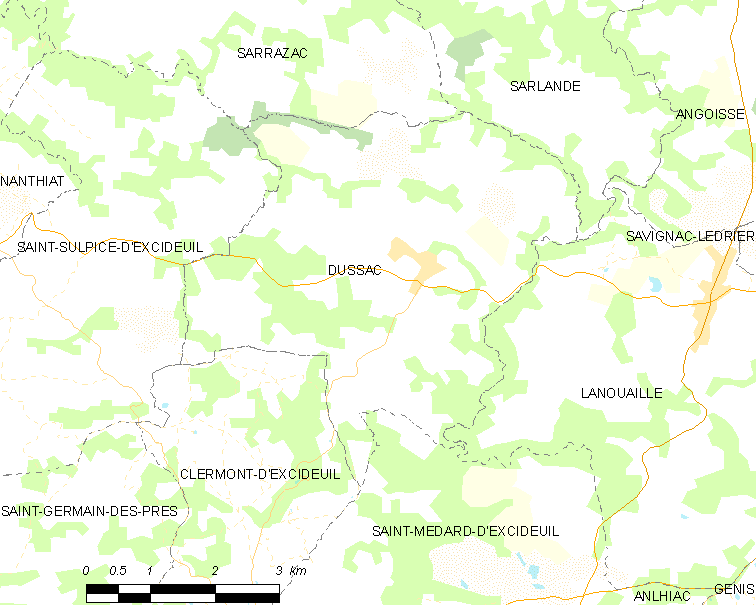
Карта коммуны

Коммуна расположена приблизительно в 400 км к югу от Парижа, в 145 км северо-восточнее Бордо, в 37 км к северо-востоку от Перигё.

### Климат
Климат умеренный океанический со средним уровнем осадков, которые выпадают преимущественно зимой. Лето здесь долгое и тёплое, однако также довольно влажное, здесь не бывает регулярных периодов летней засухи. Средняя температура января — 5 °C, июля — 18 °C. Изредка вследствие стечения неблагоприятных погодных условий может наблюдаться непродолжительная засуха или случаются поздние заморозки. Климат меняется очень часто, как в течение сезона, так и год от года.

## Население
Население коммуны на 2010 год составляло 399 человек.
| 1962 | 1968 | 1975 | 1982 | 1990 | 1999 | 2010 |
| ---- | ---- | ---- | ---- | ---- | ---- | ---- |
| 629  | 560  | 512  | 460  | 431  | 418  | 399  |

## Администрация
| Период | Период | Фамилия      | Партия | Примечания |
| ------ | ------ | ------------ | ------ | ---------- |
| 1947   | 1953   | Эмиль Фавар  |        |            |
| 1953   | 1971   | Эдмон Мигу   |        |            |
| 1971   | 1989   | Эмиль Имбо   |        |            |
| 1989   | 2001   | Бернар Рено  |        |            |
| 2001   | 2020   | Филипп Руссо |        |            |

## Экономика
В 2010 году среди 247 человек трудоспособного возраста (15-64 лет) 166 были экономически активными, 81 — неактивными (показатель активности — 67,2 %, в 1999 году было 69,1 %). Из 166 активных жителей работали 155 человек (88 мужчин и 67 женщин), безработных было 11 (5 мужчин и 6 женщин). Среди 81 неактивных 22 человека были учениками или студентами, 44 — пенсионерами, 15 были неактивными по другим причинам.

## Достопримечательности
- Замок Дюссак (XVI век). Исторический памятник с 1927 года[5]
- Замок Роберти (XX век)[6]
- Церковь Св. Петра в оковах

## Фотогалерея

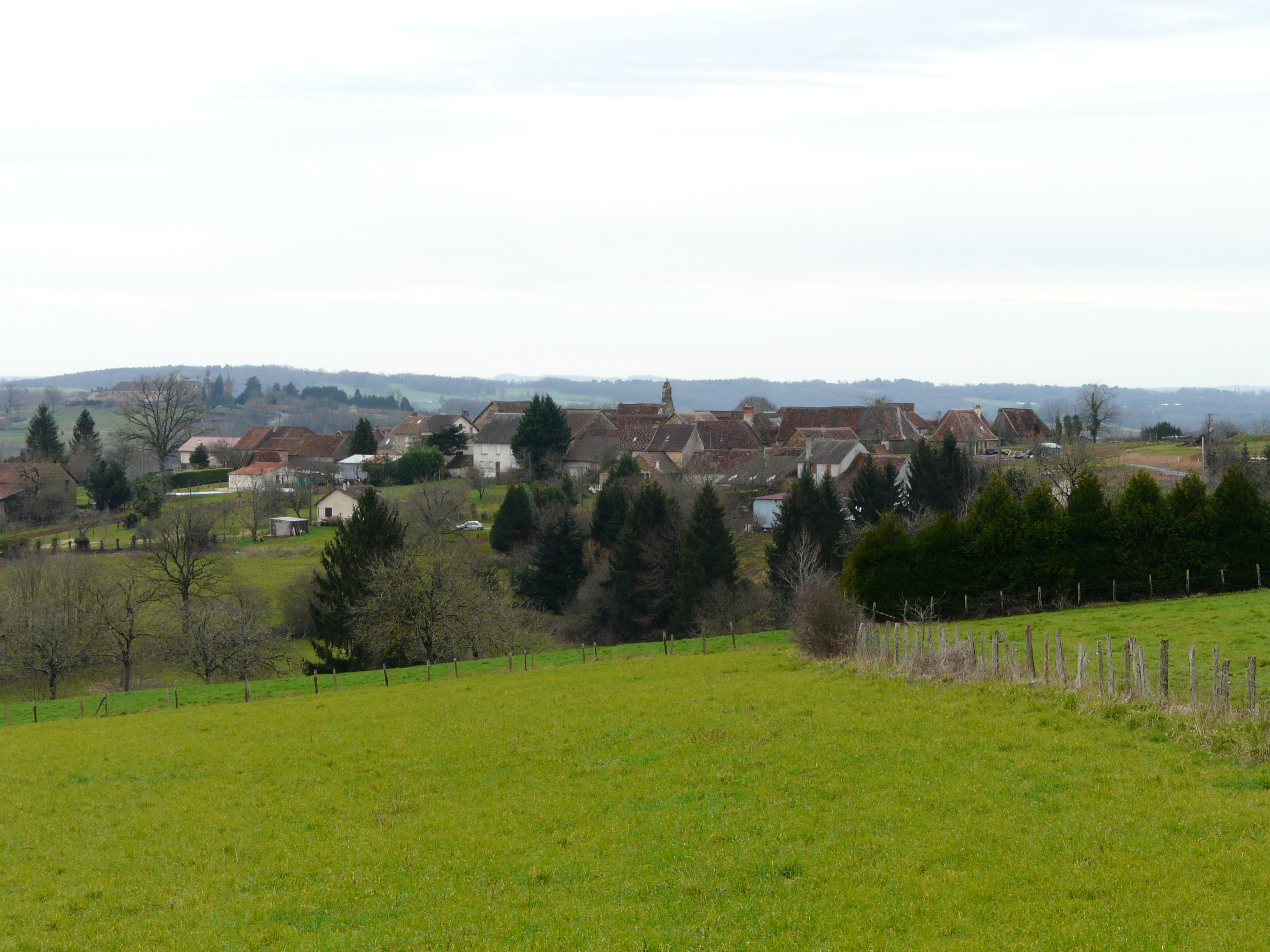
Дюсак
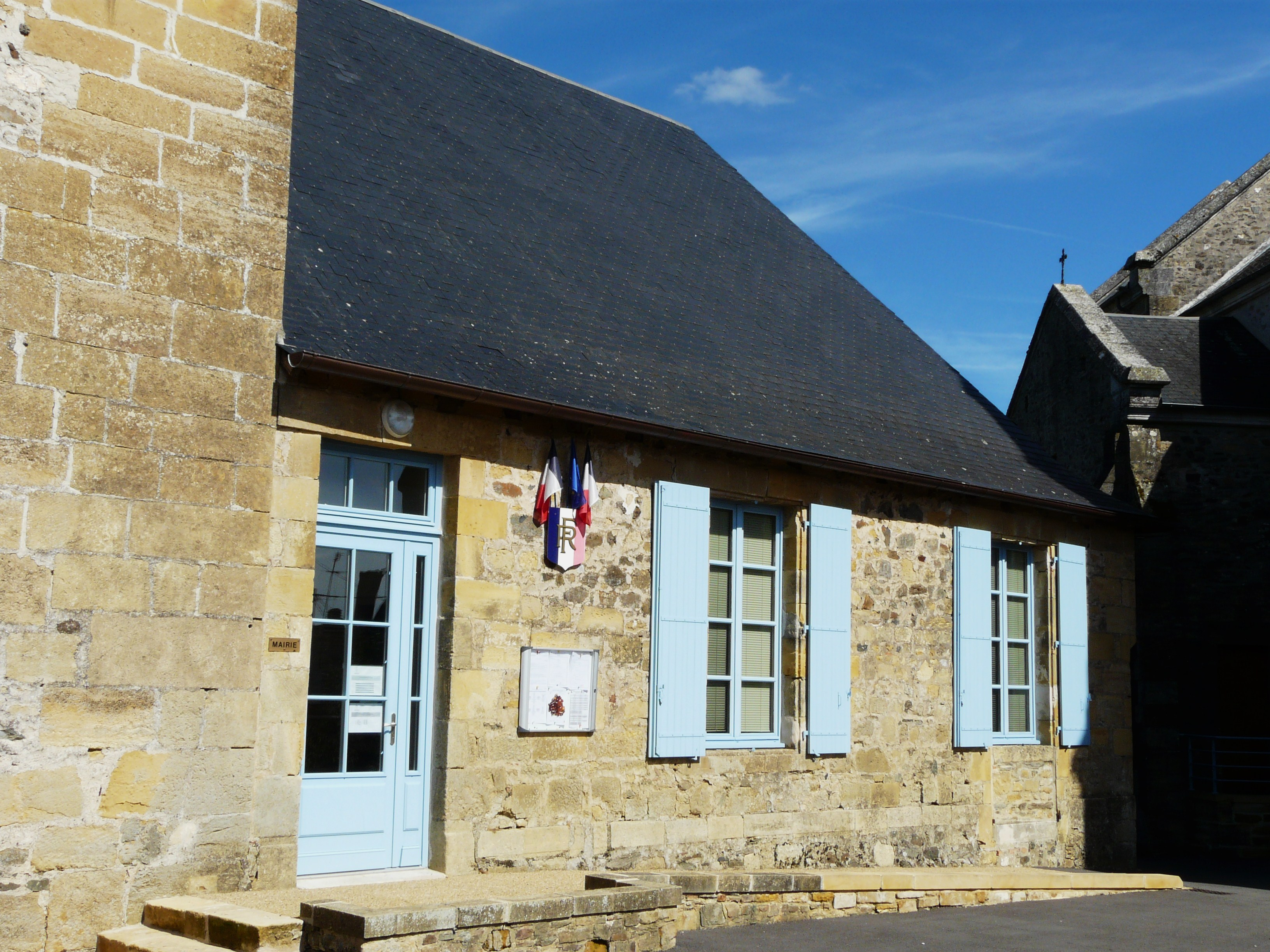
Мэрия
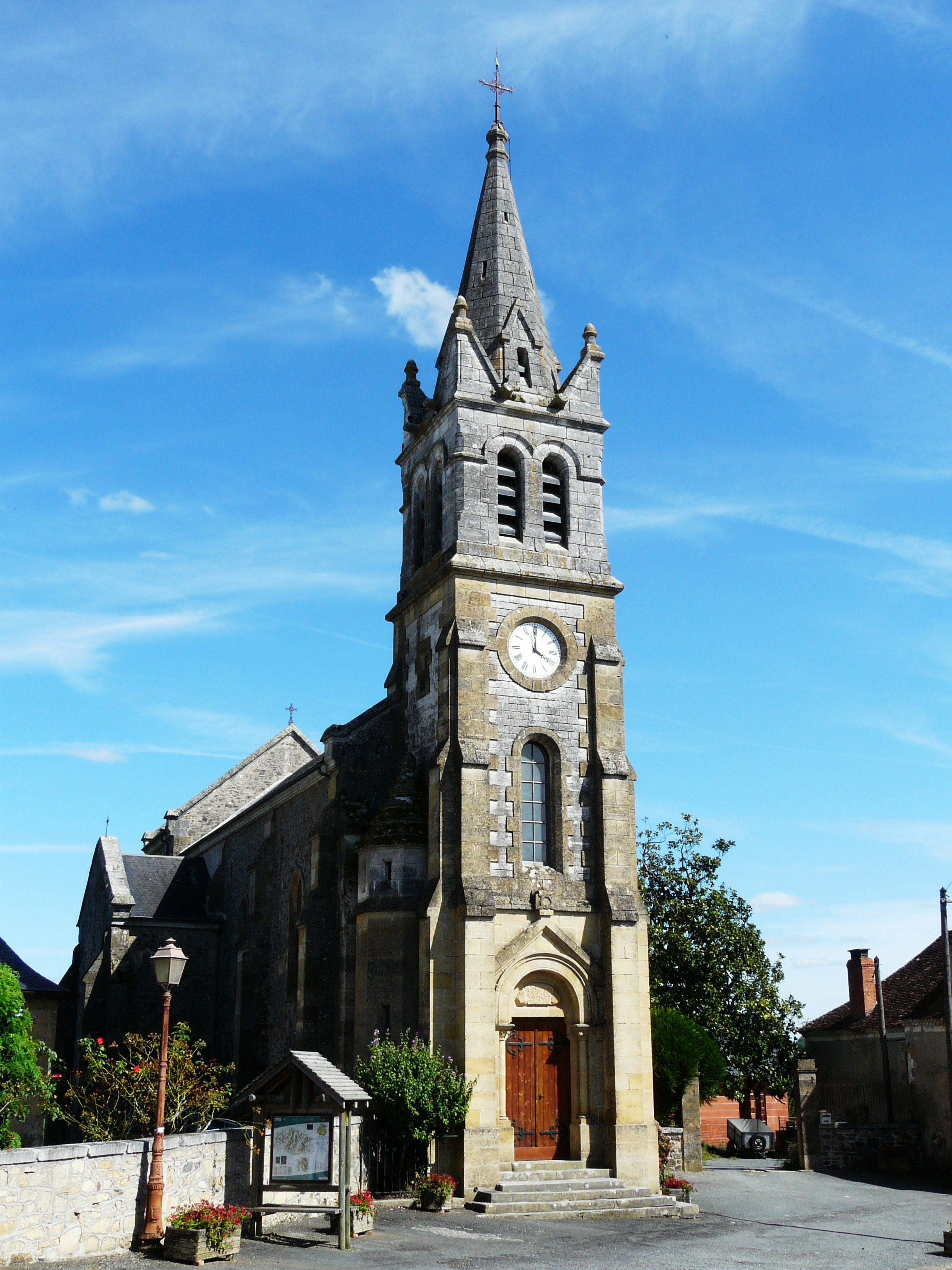
Церковь Св. Петра в оковах
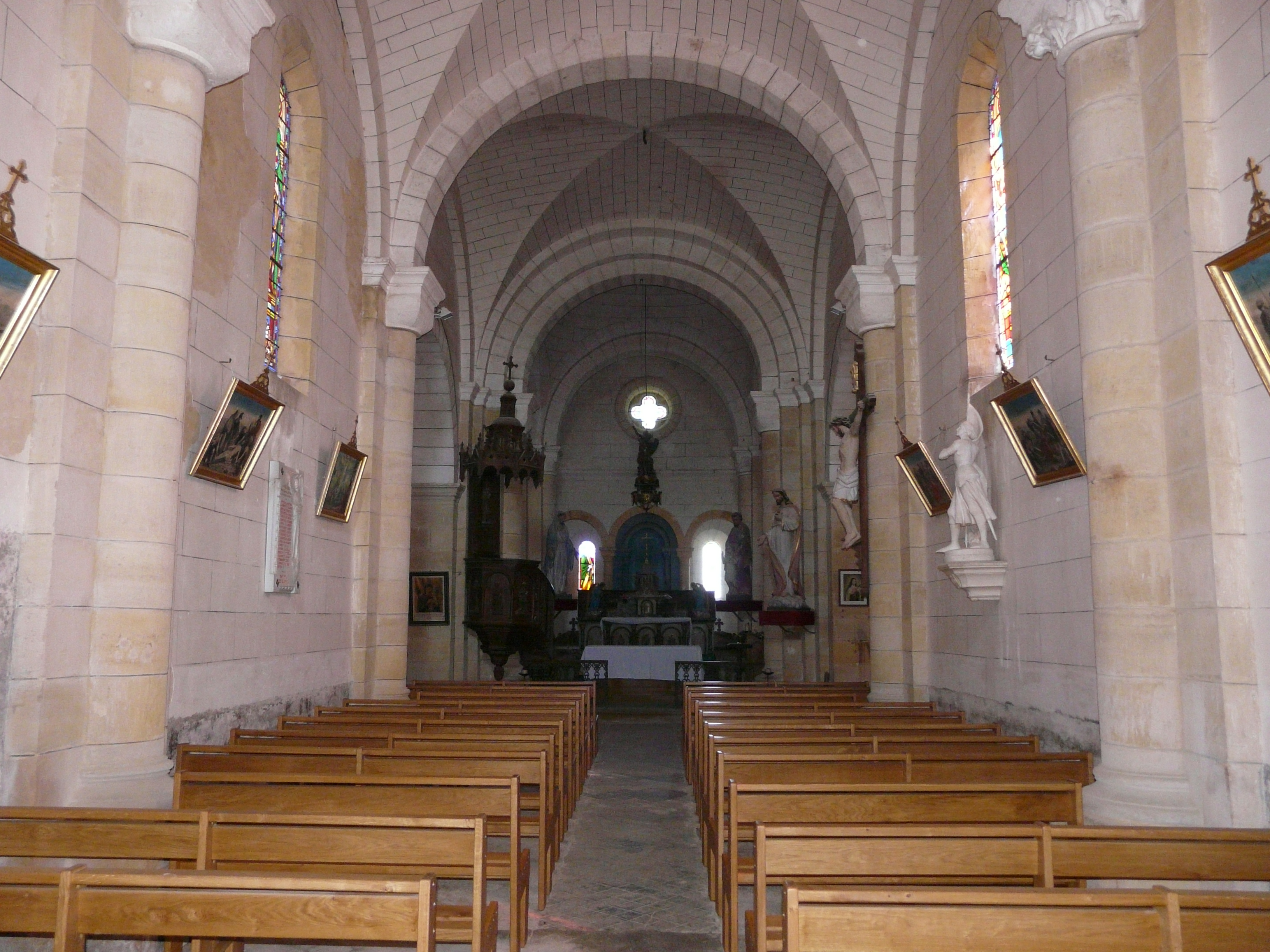
Интерьер церкви Св. Петра в оковах
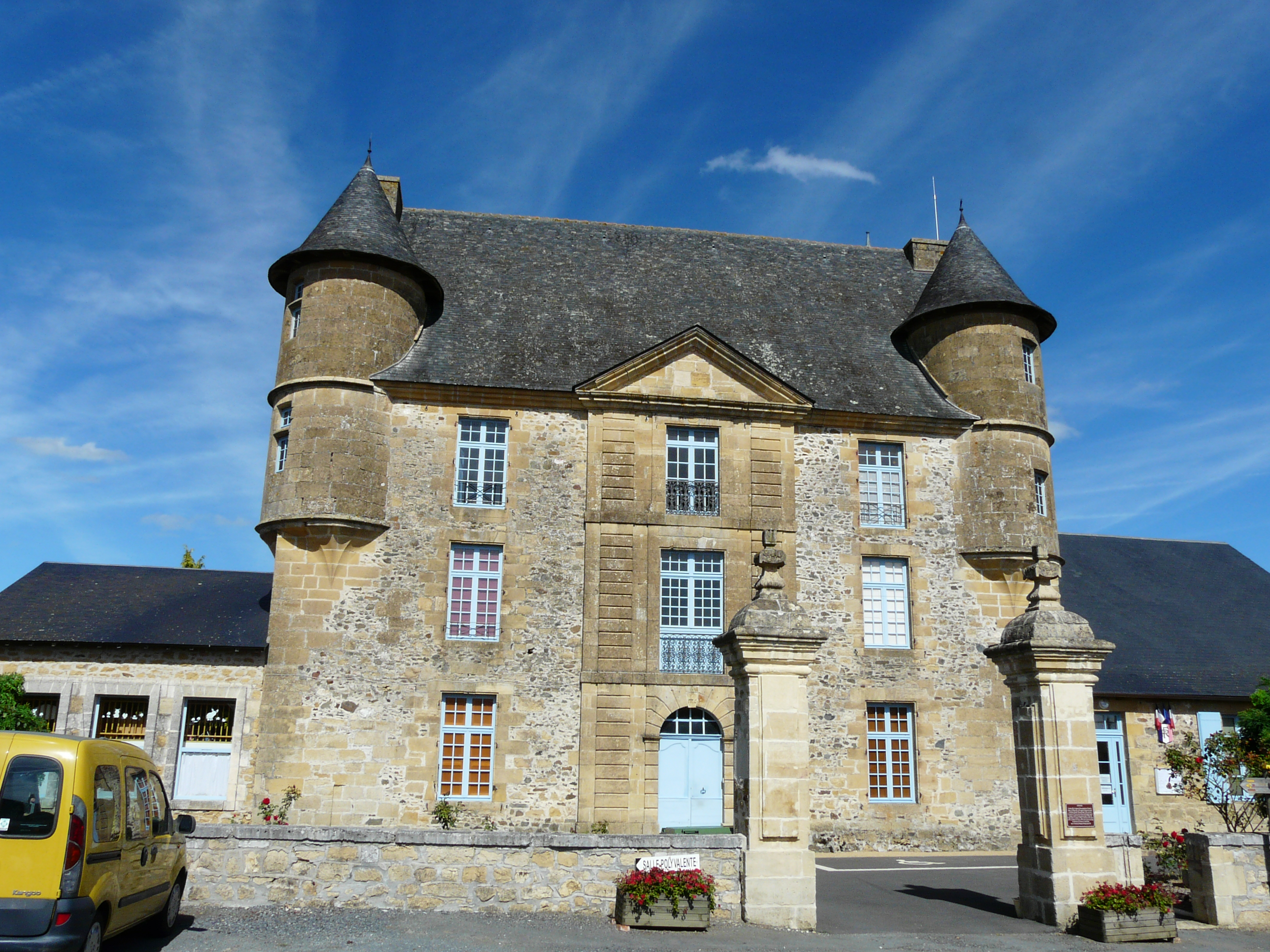
Замок Дюссак
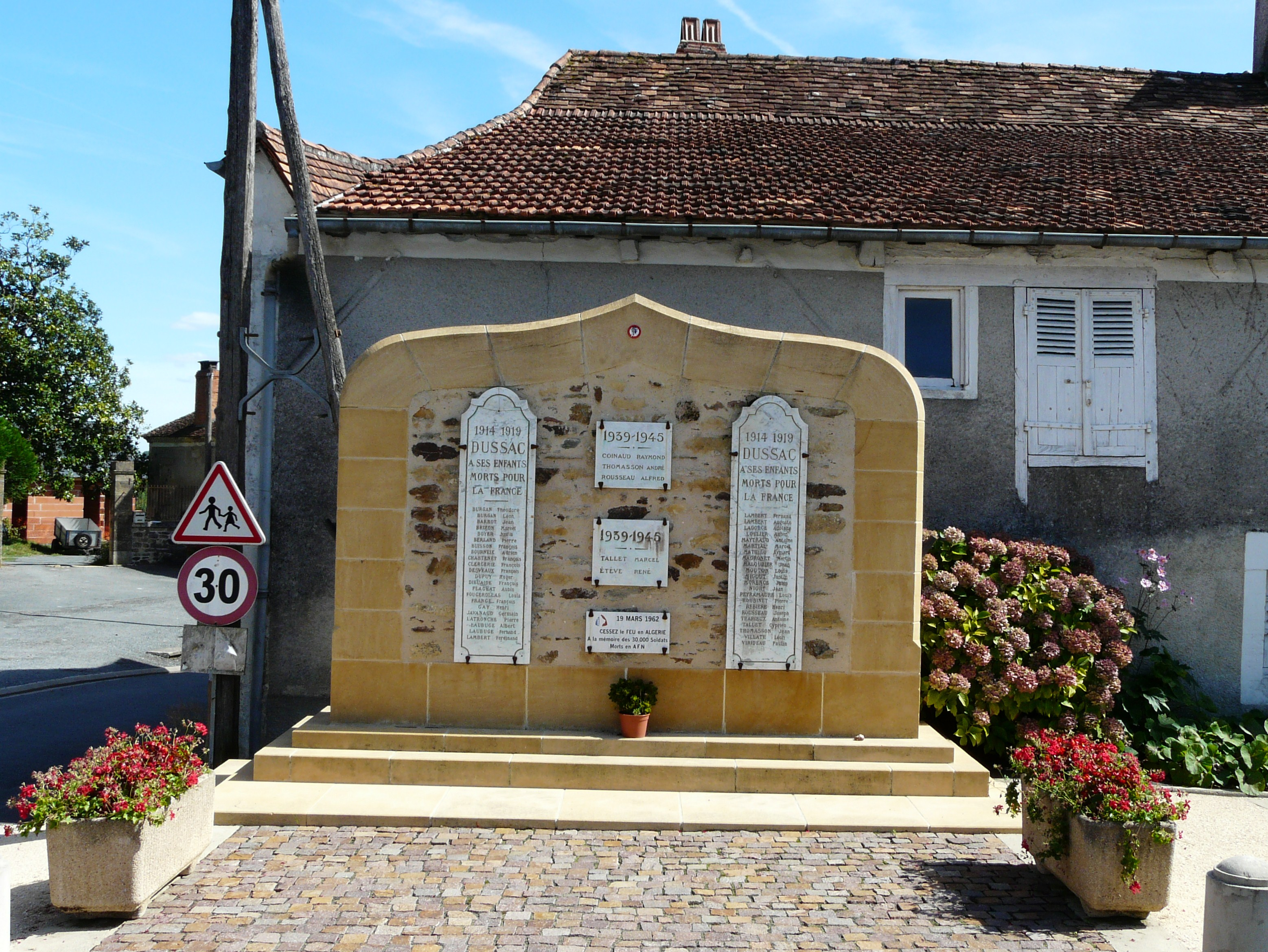
Военный мемориал
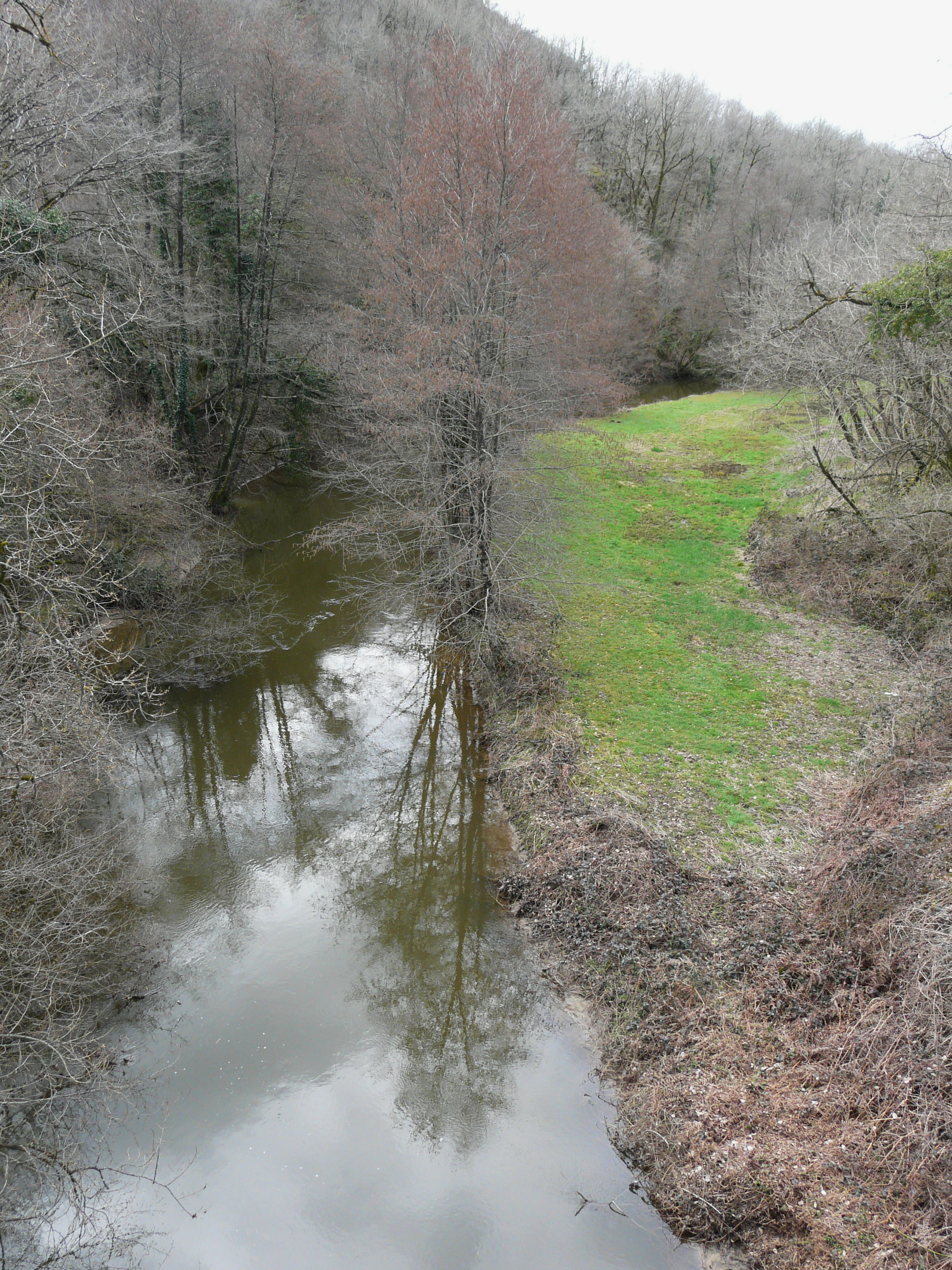
Река Лу